# Марселан
Марселан (на френски: marselan) е френски червен винен сорт грозде, кръстоска между каберне совиньон и гренаш. 

## История
За първи път марселан е отгледан през 1961 година от ампелографа Пол Трюел в рамките на сътрудничество между Националния институт за селскостопански изследвания (Institut National de la Recherche Agronomique, INRA) и Националното висше агрономско училище в Монпелие (École nationale supérieure agronomique de Montpellier, ENSAM). Трюел прави разработки с цел да получи високопроизводителни едрозърнести сортове със средно качество. Тъй като марселанът давал малки по размер гроздови зърна, този сорт бил отхвърлен като неизгоден за комерсиализация.
В края на XX век обаче тенденциите в лозарството се променят, като започват да се ценят и по-ниско производителни сортове, които обаче имат по-добра устойчивост на брашнеста мана, което насърчава INRA да започне отново проучванията на марселана. През 1990 година сортът е одобрен за търговско разпространение и марселанът влиза в официалния регистър на сортовете грозде.
Името на сорта идва от името на френския град Марсеян в департамент Еро в Южна Франция, разположен между Безие и Монпелие, където се намира опитната база на INRA (Домейн де Васал), източник на сортовете каберне совиньон и гренаш, които Трюел използва при селектирането на своя сорт.

## Описание
Марселанът дава плод под формата на големи дребнозърнести гроздове със среднокъсно зреене. Сортът има силна устойчивост към брашнестата мана (Uncinula necator) и сивото гниене по лозите (плесенната гъба Botrytis cinerea), както и към акари и стерилитет. Според сомелиери, марселанът произвежда тъмно червено, силно ароматно вино, богато на танини и с добър потенциал за стареене.

## Разпространение
Освен във Франция, сортът е разпространен в Испания, Швейцария, Калифорния (САЩ), Аржентина, Бразилия, Уругвай, Китай, Израел и др. Отглежда се и в България. 